# ويتون (كامبريدجشير)
ويتون (بالإنجليزية: Wyton, Cambridgeshire)‏ هي قرية تقع في المملكة المتحدة في كامبريدجشير.